# FA Cup 1947-1948
La FA Cup 1947-1948 è stata la sessantasettesima edizione della competizione calcistica più antica del mondo. È iniziata il 6 settembre 1947 e si è conclusa il 28 aprile 1948 con la vittoria del Manchester United per 4-2 nella finale unica di Wembley contro il Blackpool.

## Calendario
| Turno                           | Data              |
| ------------------------------- | ----------------- |
| Extra eliminatoria              | 6 settembre 1947  |
| Prova eliminatoria              | 20 settembre 1947 |
| Primo turno di qualificazione   | 4 ottobre 1947    |
| Secondo turno di qualificazione | 18 ottobre 1947   |
| Terzo turno di qualificazione   | 1º novembre 1947  |
| Quarto turno di qualificazione  | 15 novembre 1947  |
| Primo turno                     | 29 novembre 1947  |
| Secondo turno                   | 13 dicembre 1947  |
| Terzo turno                     | 10 gennaio 1948   |
| Quarto turno                    | 24 gennaio 1948   |
| Quinto turno                    | 7 febbraio 1948   |
| Sesto turno                     | 28 febbraio 1948  |
| Semifinali                      | 13 marzo 1948     |
| Finale                          | 24 aprile 1948    |

## Primo turno
| Match  | Squadra in casa         | Risultato | Squadra fuori casa     |                  |
| ------ | ----------------------- | --------- | ---------------------- | ---------------- |
| 1      | Chester                 | 3–1       | Bishop Auckland        | 29 novembre 1947 |
| 2      | Dartford                | 0–0       | Bristol City           | 29 novembre 1947 |
| Replay | Bristol City            | 9–2       | Dartford               | 6 dicembre 1947  |
| 3      | Bournemouth             | 2–0       | Guildford City         | 29 novembre 1947 |
| 4      | Barrow                  | 3–2       | Carlisle United        | 29 novembre 1947 |
| 5      | Watford                 | 1–1       | Torquay United         | 29 novembre 1947 |
| Replay | Torquay United          | 3–0       | Watford                | 6 dicembre 1947  |
| 6      | Gillingham              | 1–0       | Leyton Orient          | 29 novembre 1947 |
| 7      | Notts County            | 9–1       | Horsham                | 29 novembre 1947 |
| 8      | Crewe Alexandra         | 4–1       | South Shields          | 29 novembre 1947 |
| 9      | Lincoln City            | 0–2       | Workington             | 29 novembre 1947 |
| 10     | Swindon Town            | 4–2       | Ipswich Town           | 29 novembre 1947 |
| 11     | Stockton                | 2–1       | Grantham               | 29 novembre 1947 |
| 12     | Wrexham                 | 5–0       | Halifax Town           | 29 novembre 1947 |
| 13     | Tranmere Rovers         | 2–0       | Stalybridge Celtic     | 29 novembre 1947 |
| 14     | Stockport County        | 3–1       | Accrington Stanley     | 29 novembre 1947 |
| 15     | Trowbridge Town         | 1–1       | Brighton & Hove Albion | 29 novembre 1947 |
| Replay | Brighton & Hove Albion  | 5–0       | Trowbridge Town        | 6 dicembre 1947  |
| 16     | Bristol Rovers          | 3–2       | Leytonstone            | 29 novembre 1947 |
| 17     | Bromley                 | 3–3       | Reading                | 29 novembre 1947 |
| Replay | Reading                 | 3–0       | Bromley                | 6 dicembre 1947  |
| 18     | Great Yarmouth Town     | 1–4       | Shrewsbury Town        | 29 novembre 1947 |
| 19     | Norwich City            | 3–0       | Merthyr Tydfil         | 29 novembre 1947 |
| 20     | Hull City               | 1–1       | Southport              | 29 novembre 1947 |
| Replay | Southport               | 2–3       | Hull City              | 6 dicembre 1947  |
| 21     | Oldham Athletic         | 6–0       | Lancaster City         | 29 novembre 1947 |
| 22     | Crystal Palace          | 2–1       | Port Vale              | 29 novembre 1947 |
| 23     | Wimbledon FC            | 0–1       | Mansfield Town         | 29 novembre 1947 |
| 24     | Exeter City             | 1–1       | Northampton Town       | 29 novembre 1947 |
| Replay | Northampton Town        | 2–0       | Exeter City            | 6 dicembre 1947  |
| 25     | Hartlepools United      | 1–0       | Darlington             | 29 novembre 1947 |
| 26     | Newport County          | 3–2       | Southend United        | 29 novembre 1947 |
| 27     | Cheltenham Town         | 5–0       | Street                 | 29 novembre 1947 |
| 28     | Runcorn                 | 4–2       | Scunthorpe United      | 29 novembre 1947 |
| 29     | Vauxhall Motors (Luton) | 1–2       | Walsall                | 29 November 1947 |
| 30     | New Brighton            | 4–0       | Marine                 | 29 novembre 1947 |
| 31     | York City               | 0–1       | Rochdale               | 29 novembre 1947 |
| 32     | Aldershot               | 2–1       | Bromsgrove Rovers      | 29 novembre 1947 |
| 33     | Gateshead               | 1–3       | Bradford City          | 29 novembre 1947 |
| 34     | Colchester United       | 2–1       | Banbury Spencer        | 29 novembre 1947 |

## Secondo turno
| Match  | Squadra in casa        | Risultato | Squadra fuori casa     | Data             |
| ------ | ---------------------- | --------- | ---------------------- | ---------------- |
| 1      | Bournemouth            | 1–0       | Bradford City          | 13 dicembre 1947 |
| 2      | Bristol City           | 0–1       | Crystal Palace         | 13 dicembre 1947 |
| 3      | Rochdale               | 1–1       | Gillingham             | 13 dicembre 1947 |
| Replay | Gillingham             | 3–0       | Rochdale               | 20 dicembre 1947 |
| 4      | Reading                | 3–0       | Newport County         | 13 dicembre 1947 |
| 5      | Notts County           | 1–1       | Stockton               | 13 dicembre 1947 |
| Replay | Stockton               | 1–4       | Notts County           | 20 dicembre 1947 |
| 6      | Tranmere Rovers        | 0–1       | Chester                | 13 dicembre 1947 |
| 7      | Stockport County       | 1–1       | Shrewsbury Town        | 13 dicembre 1947 |
| Replay | Shrewsbury Town        | 2–2       | Stockport County       | 20 dicembre 1947 |
| Replay | Stockport County       | 3–2       | Shrewsbury Town        | 22 dicembre 1947 |
| 8      | Bristol Rovers         | 4–0       | New Brighton           | 13 dicembre 1947 |
| 9      | Northampton Town       | 1–1       | Torquay United         | 13 dicembre 1947 |
| Replay | Torquay United         | 2–0       | Northampton Town       | 20 dicembre 1947 |
| 10     | Norwich City           | 2–2       | Walsall                | 13 dicembre 1947 |
| Replay | Walsall                | 3–2       | Norwich City           | 20 dicembre 1947 |
| 11     | Hull City              | 4–2       | Cheltenham Town        | 13 dicembre 1947 |
| 12     | Oldham Athletic        | 0–1       | Mansfield Town         | 13 dicembre 1947 |
| 13     | Hartlepools United     | 1–1       | Brighton & Hove Albion | 13 dicembre 1947 |
| Replay | Brighton & Hove Albion | 2–1       | Hartlepools United     | 20 dicembre 1947 |
| 14     | Runcorn                | 0–1       | Barrow                 | 13 dicembre 1947 |
| 15     | Workington             | 1–2       | Crewe Alexandra        | 13 dicembre 1947 |
| 16     | Aldershot              | 0–0       | Swindon Town           | 13 dicembre 1947 |
| Replay | Swindon Town           | 2–0       | Aldershot              | 20 dicembre 1947 |
| 17     | Colchester United      | 1–0       | Wrexham                | 13 dicembre 1947 |

## Terzo turno
| Match  | Squadra in casa      | Risultato | Squadra fuori casa      | Data            |
| ------ | -------------------- | --------- | ----------------------- | --------------- |
| 1      | Blackpool            | 4–0       | Leeds United            | 10 gennaio 1948 |
| 2      | Bournemouth          | 1–2       | Wolverhampton Wanderers | 10 gennaio 1948 |
| 3      | Burnley              | 0–2       | Swindon Town            | 10 gennaio 1948 |
| 4      | Liverpool            | 4–1       | Nottingham Forest       | 10 gennaio 1948 |
| 5      | Southampton          | 1–0       | Sunderland              | 10 gennaio 1948 |
| 6      | Gillingham           | 1–1       | Queens Park Rangers     | 10 gennaio 1948 |
| Replay | Queens Park Rangers  | 3–1       | Gillingham              | 17 gennaio 1948 |
| 7      | Leicester City       | 1–0       | Bury                    | 10 gennaio 1948 |
| 8      | Blackburn            | 0–0       | West Ham United         | 10 gennaio 1948 |
| Replay | West Ham United      | 2–4       | Blackburn               | 17 gennaio 1948 |
| 9      | Aston Villa          | 4–6       | Manchester United       | 10 gennaio 1948 |
| 10     | Bolton Wanderers     | 0–2       | Tottenham Hotspur       | 10 gennaio 1948 |
| 11     | Grimsby Town         | 1–4       | Everton                 | 10 gennaio 1948 |
| 12     | Crewe Alexandra      | 3–1       | Sheffield United        | 10 gennaio 1948 |
| 13     | West Bromwich Albion | 2–0       | Reading                 | 10 gennaio 1948 |
| 14     | Derby County         | 2–0       | Chesterfield            | 10 gennaio 1948 |
| 15     | Stockport County     | 3–0       | Torquay United          | 10 gennaio 1948 |
| 16     | Manchester City      | 2–1       | Barnsley                | 10 gennaio 1948 |
| 17     | Fulham               | 2–0       | Doncaster Rovers        | 10 gennaio 1948 |
| 18     | Bristol Rovers       | 3–0       | Swansea Town            | 10 gennaio 1948 |
| 19     | Coventry City        | 2–1       | Walsall                 | 10 gennaio 1948 |
| 20     | Portsmouth           | 4–1       | Brighton & Hove Albion  | 10 gennaio 1948 |
| 21     | Plymouth Argyle      | 2–4       | Luton Town              | 10 gennaio 1948 |
| 22     | Millwall             | 1–2       | Preston North End       | 10 gennaio 1948 |
| 23     | Hull City            | 1–3       | Middlesbrough           | 10 gennaio 1948 |
| 24     | Crystal Palace       | 0–1       | Chester                 | 10 gennaio 1948 |
| 25     | Chelsea              | 5–0       | Barrow                  | 10 gennaio 1948 |
| 26     | Mansfield Town       | 2–4       | Stoke City              | 10 gennaio 1948 |
| 27     | Cardiff City         | 1–2       | Sheffield Wednesday     | 10 gennaio 1948 |
| 28     | Charlton Athletic    | 2–1       | Newcastle United        | 10 gennaio 1948 |
| 29     | Arsenal              | 0–1       | Bradford Park Avenue    | 10 gennaio 1948 |
| 30     | Rotherham United     | 0–3       | Brentford               | 10 gennaio 1948 |
| 31     | Colchester United    | 1–0       | Huddersfield Town       | 10 gennaio 1948 |
| 32     | Birmingham City      | 0–2       | Notts County            | 10 gennaio 1948 |

## Quarto turno
| Match  | Squadra in casa         | Risultato | Squadra fuori casa      | Data            |
| ------ | ----------------------- | --------- | ----------------------- | --------------- |
| 1      | Blackpool               | 4–0       | Chester                 | 24 gennaio 1948 |
| 2      | Southampton             | 3–2       | Blackburn               | 24 gennaio 1948 |
| 3      | Leicester City          | 2–1       | Sheffield Wednesday     | 24 gennaio 1948 |
| 4      | Wolverhampton Wanderers | 1–1       | Everton                 | 24 gennaio 1948 |
| Replay | Everton                 | 3–2       | Wolverhampton Wanderers | 31 gennaio 1948 |
| 5      | Crewe Alexandra         | 0–3       | Derby County            | 24 gennaio 1948 |
| 6      | Luton Town              | 3–2       | Coventry City           | 24 gennaio 1948 |
| 7      | Swindon Town            | 1–0       | Notts County            | 24 gennaio 1948 |
| 8      | Tottenham Hotspur       | 3–1       | West Bromwich Albion    | 24 gennaio 1948 |
| 9      | Manchester City         | 2–0       | Chelsea                 | 24 gennaio 1948 |
| 10     | Queens Park Rangers     | 3–0       | Stoke City              | 24 gennaio 1948 |
| 11     | Fulham                  | 5–2       | Bristol Rovers          | 24 gennaio 1948 |
| 12     | Brentford               | 1–2       | Middlesbrough           | 24 gennaio 1948 |
| 13     | Portsmouth              | 1–3       | Preston North End       | 24 gennaio 1948 |
| 14     | Manchester United       | 3–0       | Liverpool               | 24 gennaio 1948 |
| 15     | Charlton Athletic       | 3–0       | Stockport County        | 24 gennaio 1948 |
| 16     | Colchester United       | 3–2       | Bradford Park Avenue    | 24 gennaio 1948 |

## Quinto turno
| Match  | Squadra in casa     | Risultato | Squadra fuori casa | Data             |
| ------ | ------------------- | --------- | ------------------ | ---------------- |
| 1      | Blackpool           | 5–0       | Colchester United  | 7 febbraio 1948  |
| 2      | Southampton         | 3–0       | Swindon Town       | 7 febbraio 1948  |
| 3      | Middlesbrough       | 1–2       | Derby County       | 7 febbraio 1948  |
| 4      | Tottenham Hotspur   | 5–2       | Leicester City     | 7 febbraio 1948  |
| 5      | Manchester City     | 0–1       | Preston North End  | 7 febbraio 1948  |
| 6      | Queens Park Rangers | 3–1       | Luton Town         | 7 febbraio 1948  |
| 7      | Fulham              | 1–1       | Everton            | 7 febbraio 1948  |
| Replay | Everton             | 0–1       | Fulham             | 14 febbraio 1948 |
| 8      | Manchester United   | 2–0       | Charlton Athletic  | 7 febbraio 1948  |

## Sesto turno
| Match  | Squadra in casa     | Risultato | Squadra fuori casa  | Data             |
| ------ | ------------------- | --------- | ------------------- | ---------------- |
| 1      | Southampton         | 0–1       | Tottenham Hotspur   | 28 febbraio 1948 |
| 2      | Queens Park Rangers | 1–1       | Derby County        | 28 febbraio 1948 |
| Replay | Derby County        | 5–0       | Queens Park Rangers | 6 marzo 1948     |
| 3      | Fulham              | 0–2       | Blackpool           | 28 febbraio 1948 |
| 4      | Manchester United   | 4–1       | Preston North End   | 28 febbraio 1948 |

## Semifinali
| Birmingham 13 marzo 1948, ore 15:00                                    | Blackpool | 3 – 1 d.t.s. | Tottenham Hotspur | Villa Park (70.687 spett.) |
| \| \| \| \| \| Stan Mortensen 86’, 93’ \| Marcatori \| 64’ Duquemin \| |           |              |                   |                            |
|                                                                        |           |              |                   |                            |
| Stan Mortensen 86’, 93’                                                | Marcatori | 64’ Duquemin |                   |                            |

| Sheffield 13 marzo 1948, ore 15:00             | Manchester United | 3 – 1 | Derby County | Hillsborough |
| \| \| \| \| \| Stan Pearson \| Marcatori \| \| |                   |       |              |              |
|                                                |                   |       |              |              |
| Stan Pearson                                   | Marcatori         |       |              |              |

## Finale
| Arbitro: | C. J. Barrick (Northamptonshire) |

|                                          |           |                                   |
| Rowley 28’, 70’ Pearson 80’ Anderson 82’ | Marcatori | 12’ (rig.) Shimwell 35’ Mortensen |